# Kostel svatého Václava (Rovensko pod Troskami)
Římskokatolický farní kostel svatého Václava v Rovensku pod Troskami Na Týně je opevněná gotická sakrální stavba ze 14. století, která byla postavena v místě starší osady Týn, která byla farní obcí a jíž Rovensko pod Troskami, které nemělo vlastní kostel, využívalo. Spolu s dřevěnou zvonicí a farou tvoří komplex. Zvonice je jednou ze dvou zvonic v Čechách se zvony srdcem vzhůru, které jsou dodnes opředené řadou pověstí a bájí. Od roku 1964 je kostel chráněn jako kulturní památka.

## Historie

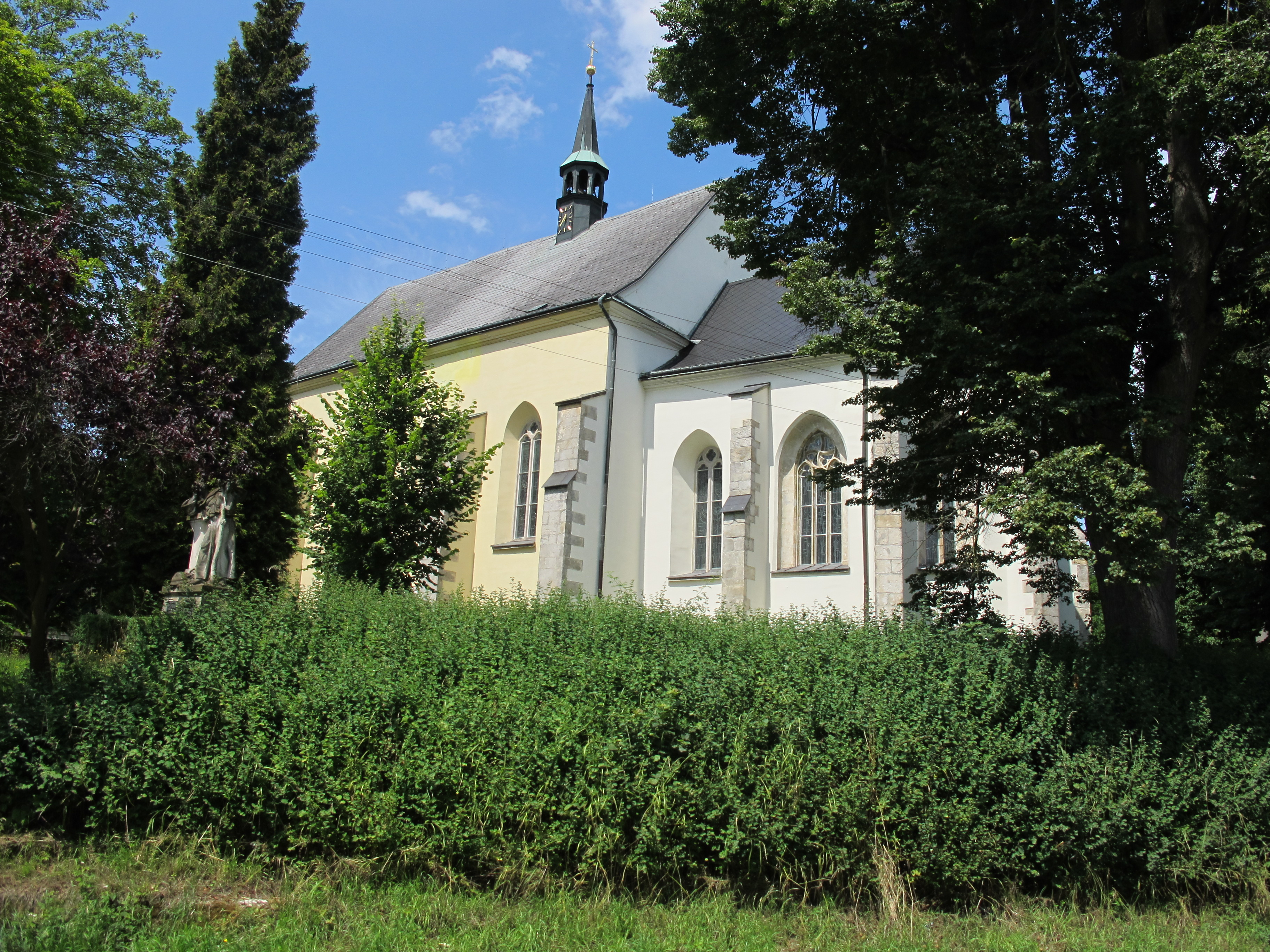
Bok kostela sv. Václava v Rovensku pod Troskami

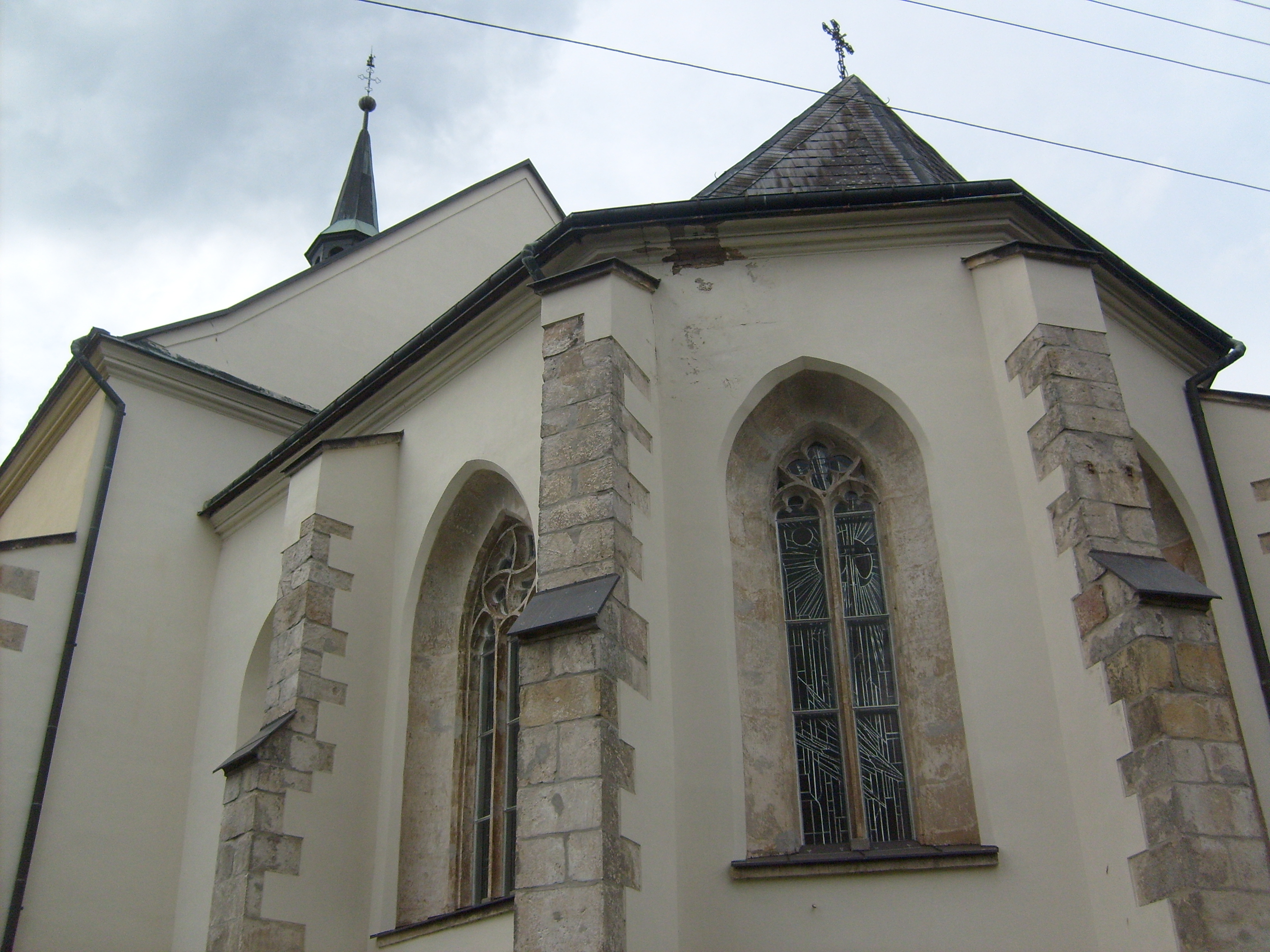
Závěr kostela v Rovensku pod Troskami

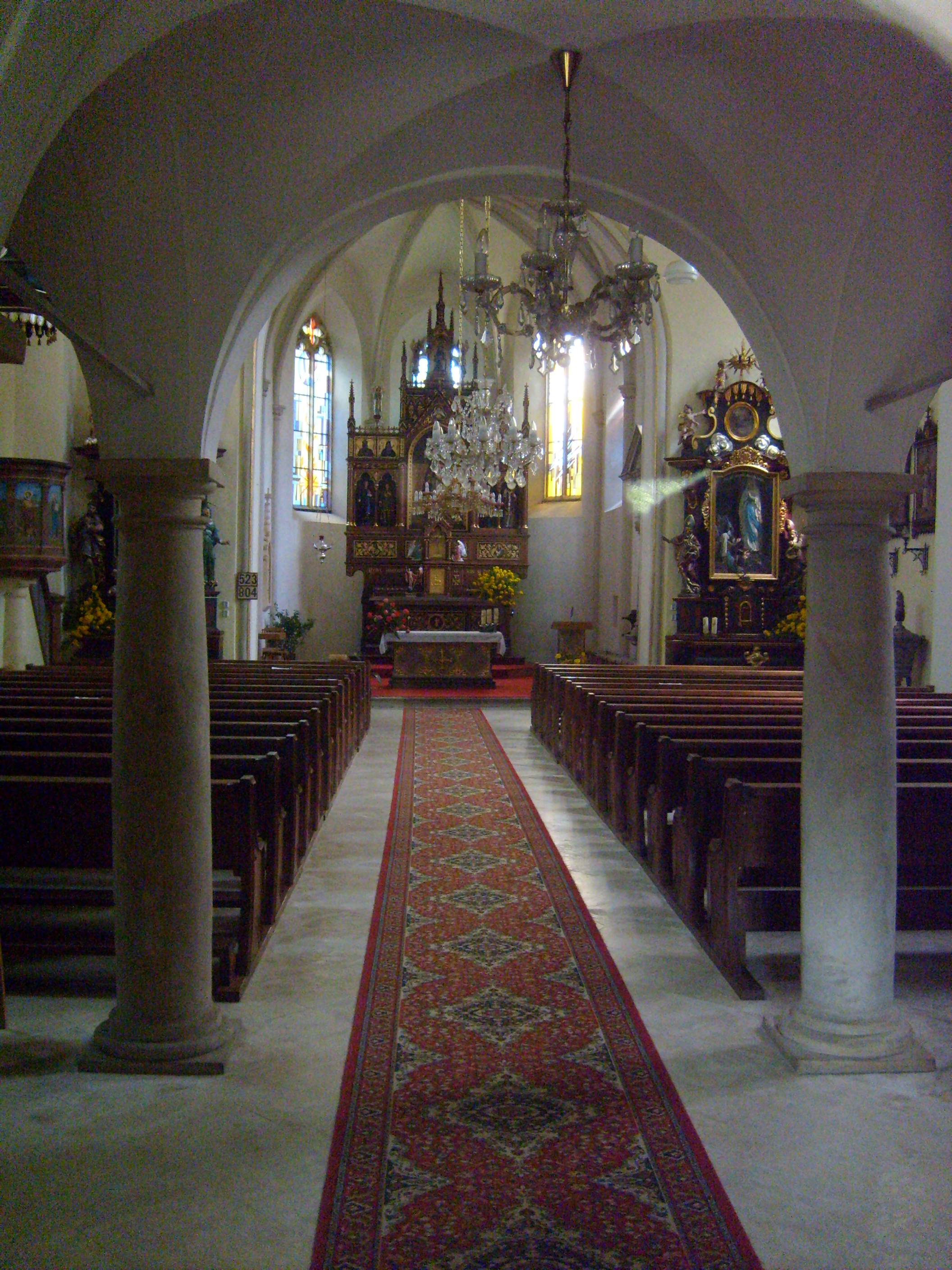
Pohled do lodi kostela sv. Václava

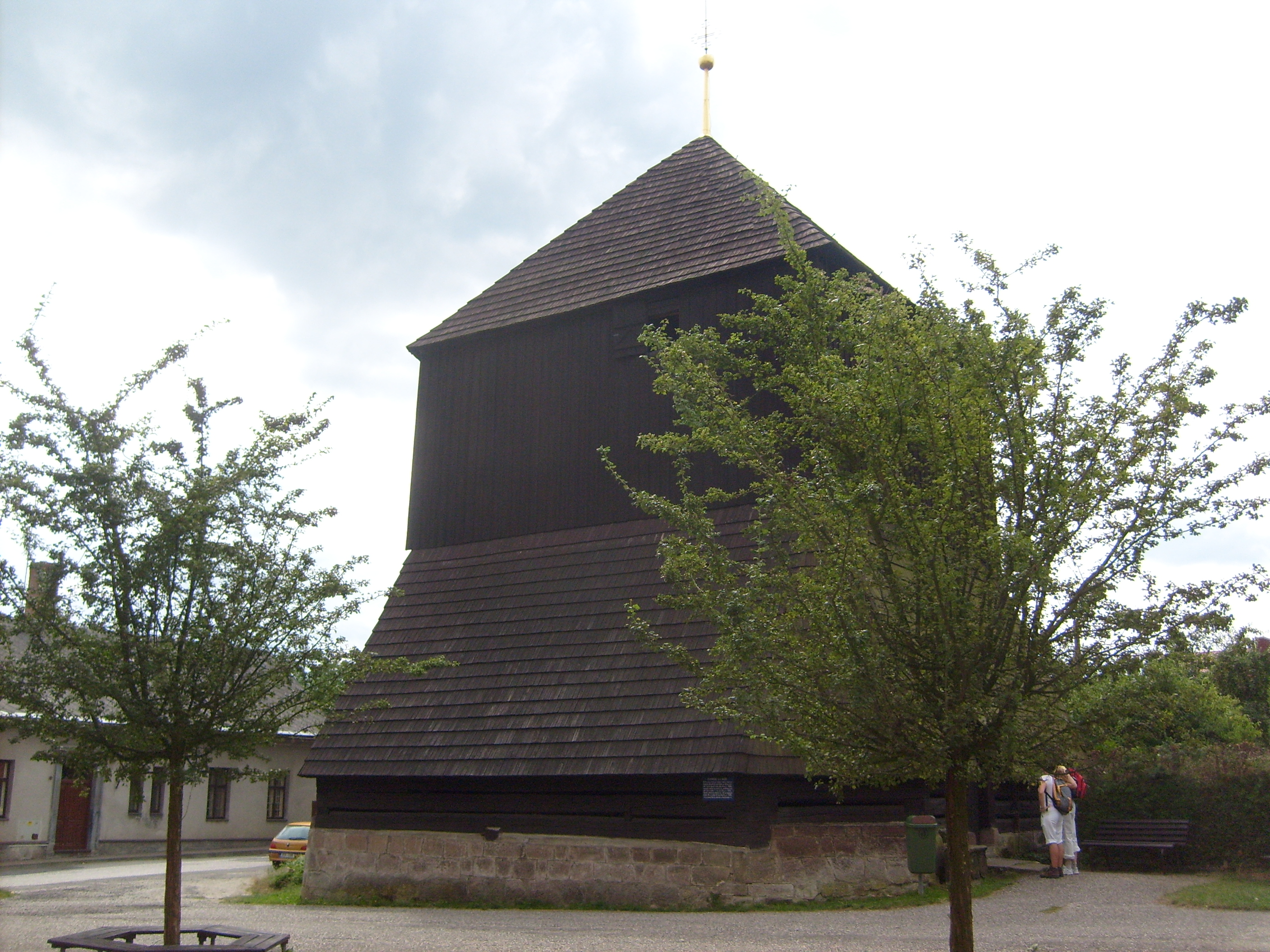
Zvonice v Rovensku pod Troskami

Kostel je postaven z hruboskalského pískovce. Původní je gotický presbytář s pěti okny ze 2. poloviny 14. století. Z téhož období pochází i zdivo. Kostel byl postaven zřejmě ve dvou fázích: nejprve presbytář a severní sakristie, později loď. Presbytář byl podle všech znaků zřejmě kaplí starého týnského dvora. Loď byla přestavěna goticko-renesančně, po poškození za husitských a následných válek v roce 1563, kdy byla k severnímu boku lodi přistavěna i sakristie, mladší je předsíň v průčelí. V této době získal kostel také renesanční kruchtu. Dále byl kostel upraven barokně v roce 1724, kdy byla nově zaklenuta loď a střídmě novogoticky na přelomu 19. a 20. století. Loď má rozměry 19 × 12 metrů, presbytář 9 × 7 metrů.

## Architektura
Jedná se o jednolodní stavbu, téměř čtvercového půdorysu s obdélným, polygonálně uzavřeným presbytářem. Na severní straně má kostel sakristii. Hrotitá okna jsou s původními kružbami. Západní předsíň je otevřená.
Presbytář má gotickou křížovou žebrovou klenbu ze 2. poloviny 14. století, která je položena na figurální konzoly. Do sakristie směřuje sedlový portál. V kostele je nástěnný gotický sanktuář. Loď má valenou klenbu s lunetami. Kruchta je renesanční, nesená pěti oblouky na toskánských sloupech. Kruchta je podklenutá křížově.

## Zařízení
Zařízení pochází z 18.-19. století. Hlavní oltář je pseudogotický, vytvořený dílnou K. Buška z Husy u Sychrova v roce 1904. Je ve tvaru arkády s vimperky a s barokním oltářním obrazem sv. Václava od Václava Vavřince Reinera. Dva boční rokokové oltáře, zasvěcené sv. Anně a Panně Marii, jsou s původními sochami. Kazatelna je kamenná, renesanční ze 16. století. Spočívá na toskánském sloupu. Cínová křtitelnice je z roku 1575 a jejím autorem je Jan z Hradce. Mramorová kropenka pochází z roku 1639. Kopie obrazu Panny Marie Klatovské je z roku 1737. Za pozornost stojí hrobka Smiřických, v níž je pochován vynikající hospodář Zikmund I. († 1548) i poslední člen rodu, slabomyslný Jindřich Jiří (1592–1630), který zemřel na Hrubé Skále. Kamenný epitaf Smiřických s figurou v edikule je z roku 1569.

## Vně kostela
Na vnějšku presbytáře je dvojitý empírový figurální náhrobník Doroty Vrabcové a Kateřiny Cymbálové.

## Okolí kostela

### Zvonice s rebelantskými zvony

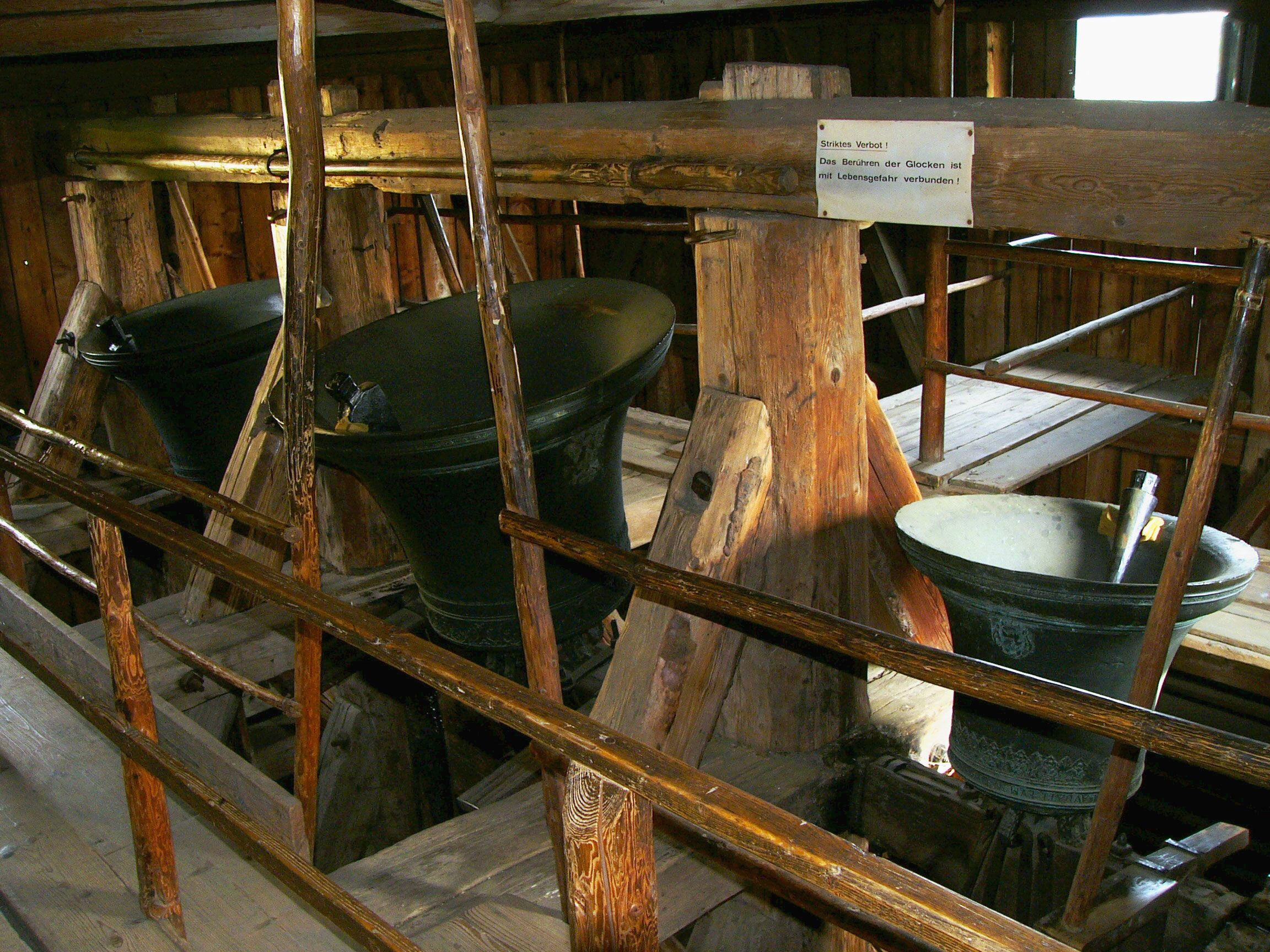
„Rebelantské“ zvony v rovenské zvonici

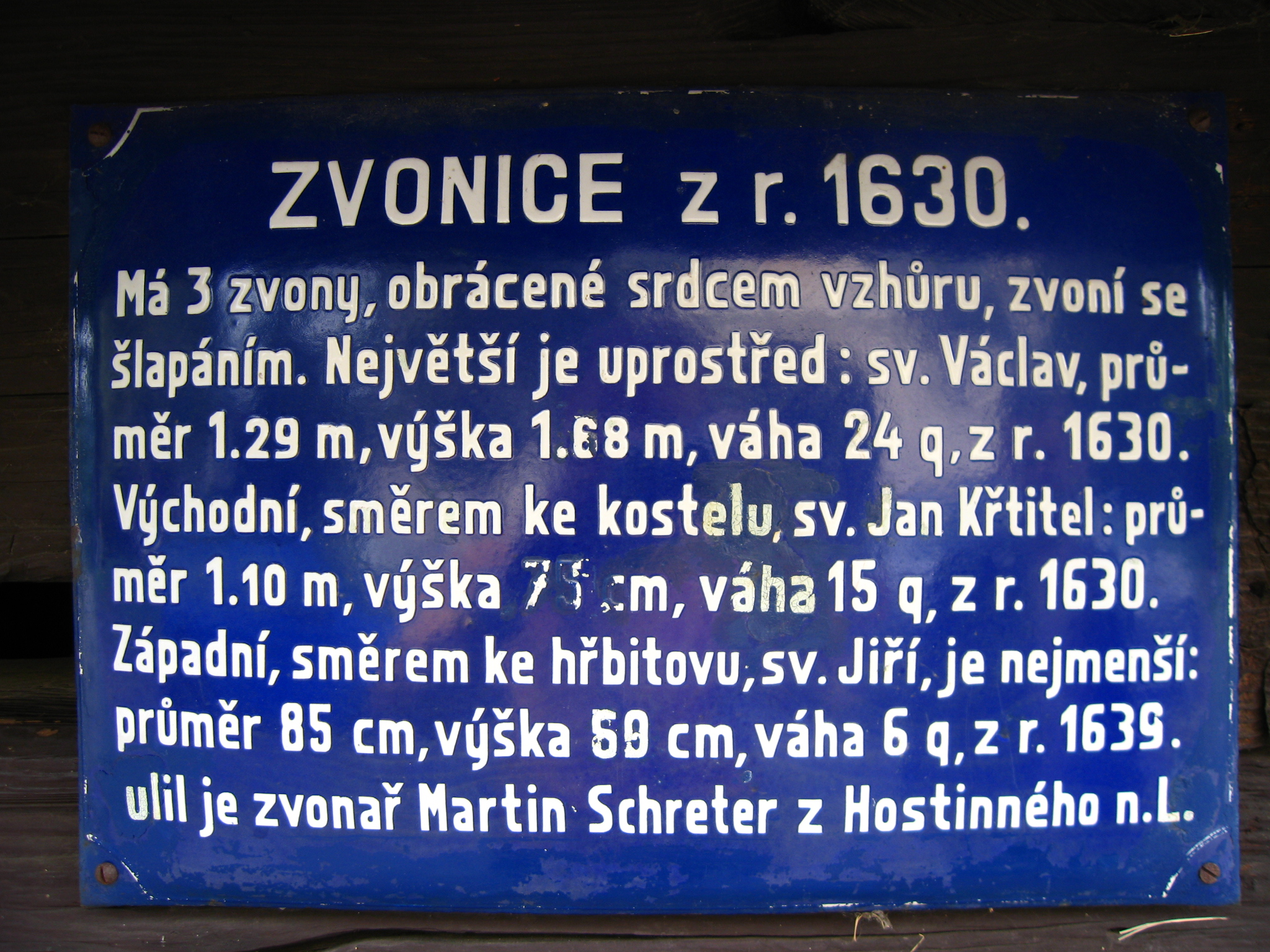
Informační cedule na zvonici

Před kostelním průčelím stojí dřevěná zvonice z roku 1630. Jedná se o roubenou stavbu stojící na zděné podezdívce. Její štenýřově-vzpěradlová konstrukce nahradila starší obdobnou stavbu ze 16. století, která byla zapálena vojáky za povstání. Je čtyřboká, mohutná, rozložitá, okosená, s otevřeným osmibokým hranolovým patrem a má nízkou stanovou, šindelovou střechu. Zvonice je připomínaná při povstání sedláků proti robotním povinnostem a náboženskému útisku při násilné rekatolizaci z roku 1629. Dva zvony byly ulity roku 1630, třetí roku 1639. Váží 1500, 1200 a 600 kg. Soubor tří zvonů je unikátně tónově sladěn. Zvony se nazývají: největší Václav a střední Jan Křtitel z roku 1630, nejmenší Jiří o 9 let mladší, pocházejí všechny z dílny Martina Schröttera II. z Hostinného. Důvod, proč unikly rekvizicím za obou světových válek, spočívá v jejich tzv. „rebelantském“ zavěšení srdcem vzhůru. Dle tradice je toto zavěšení proto, aby připomínaly povstání 1629, dle jiné, že to bylo „na husitský“ způsob. Pravdou ovšem je, že obdobně se zvony v Čechách zavěšovaly běžně až do doby Marie Terezie, která tento způsob zakázala vzhledem k častým vážným úrazům zvoníků. Kromě Rovenska pod Troskami se nacházejí takto zavěšené zvony ještě v Kouřimi, tam ovšem na zděné zvonici. Důvodem pro tento způsob uložení zvonů je větší síla a tím dosah zvonění. Ke správnému zvuku i bezpečnému zastavení všech tří zdejších zvonů je potřeba koordinované činnosti čtyř zvoníků. Jsou rozhoupávány šlapáním, trojice zvonů je sladěna a vyžaduje zvonění v jistém rytmu.
K místním legendám patří, že velký zvon ze zvonice prý dokáže splnit přání dívce, která udeří třikrát srdcem o zvon.

### Sochařská a kamenická díla
Kostel obklopuje bývalý hřbitov, jehož zeď kdysi plnila obrannou funkci. Zachovalo se na něm několik empírových náhrobků. Patří mezi ně tři empírové náhrobníky z 1. poloviny 19. od B. Suchardy: anděl s věncem, kříž s věncem a Kristův křest. Severozápadně od kostela stojí pozdně barokní fara. Na náměstí je na novém empírovém podstavci socha Panny Marie z 1. poloviny 18. století a bronzová skupina lidí od Josefa Drahoňovského nazývaná Rozhovor. Na mostě se nachází klasicistní socha sv. Jana Nepomuckého ze začátku 19. století.